# Antonio Pinto Salinas
Antonio Pinto Salinas é um município da Venezuela localizado no estado de Mérida.
A capital do município é a cidade de Santa Cruz de Mora.